# Eupithecia sproengertsi
Eupithecia sproengertsi là một loài bướm đêm trong họ Geometridae.